# Star Wars: Empire at War: Forces of Corruption
Star Wars: Empire at War: Forces of Corruption es la expansión del videojuego Star Wars: Empire at War. Fue lanzada el  24 de octubre de 2006 y amplía el contenido original con una nueva facción: el Consorcio Zann y 28 nuevos planetas. El juego recibió un puntaje de 77% en GameRankings.

## Argumento
La historia tiene lugar a partir de la destrucción de la primera estrella de la muerte y termina hasta el robo del Destructor Eclipse, la nave privada del Emperador Palpatine, en los astilleros del planeta Kuat por la organización Criminal Consorcio Zann, conformada por Tyber Zann (líder), Urai Fen (segundo al mando), Silri (bruja de  Dathomir), IG-88 (cazarrecompensas) y Bossk (cazarrecompensas), se sitúa entre los episodios IV, V y VI. En el juego tendrás la opción de manejar a tres bandos: El Imperio Galáctico, la Alianza Rebelde y el Consorcio Zann.